# Первомайский (Кашарский район)
Первомайский — хутор в Кашарском районе Ростовской области.
Входит в состав Поповского сельского поселения.

## Население
| 2010 |
| ---- |
| 254  |

## Улицы
На хуторе имеются две улицы: Заречная и Мира.